# Lutherse kerk (Arnhem)
De Lutherse Kerk is een voormalig Luthers kerkgebouw aan de Korenmarkt in de Nederlandse stad Arnhem. De kerk werd gebouwd op de locatie waar tot dan toe het huis Bontenburch had gestaan. In dit huis, dat steeds meer vervallen raakte, werd sinds 1657 Lutherse geloofsbijeenkomsten gehouden. In de periode 1735 - 1737 werd de zaalkerk in classicistische bouwstijl opgebouwd naar vermoedelijk het ontwerp van de Arnhemse architect Leendert Viervant de Oudere. De voorgevel is volgens de Ionische bouwstijl opgezet met bovenaan een groot fronton. Deze is voorzien van decoraties in de Lodewijk XIV-stijl. Het kapiteel steunt op zuilen die rondom het gebouw zijn nagebootst. Boven de ingang is een afbeelding van een zwaan als teken van het Lutherse geloof.
Tijdens de Franse tijd in Nederland werd de kerk gebruikt als overnachtingsplaats voor soldaten
In 1898 is de kerk uit haar functie onttrokken, nadat de Lutherse geloofsgemeenschap de Evangelisch-Lutherse Kerk aan de Spoorstraat in gebruik nam. Het gebouw heeft nadien gefungeerd als graanpakhuis, discotheek en eetcafé. Al die tijd is de afbeelding van de zwaan boven de ingang gebleven.
Het gebouw is aangewezen als rijksmonument.

## Galerij

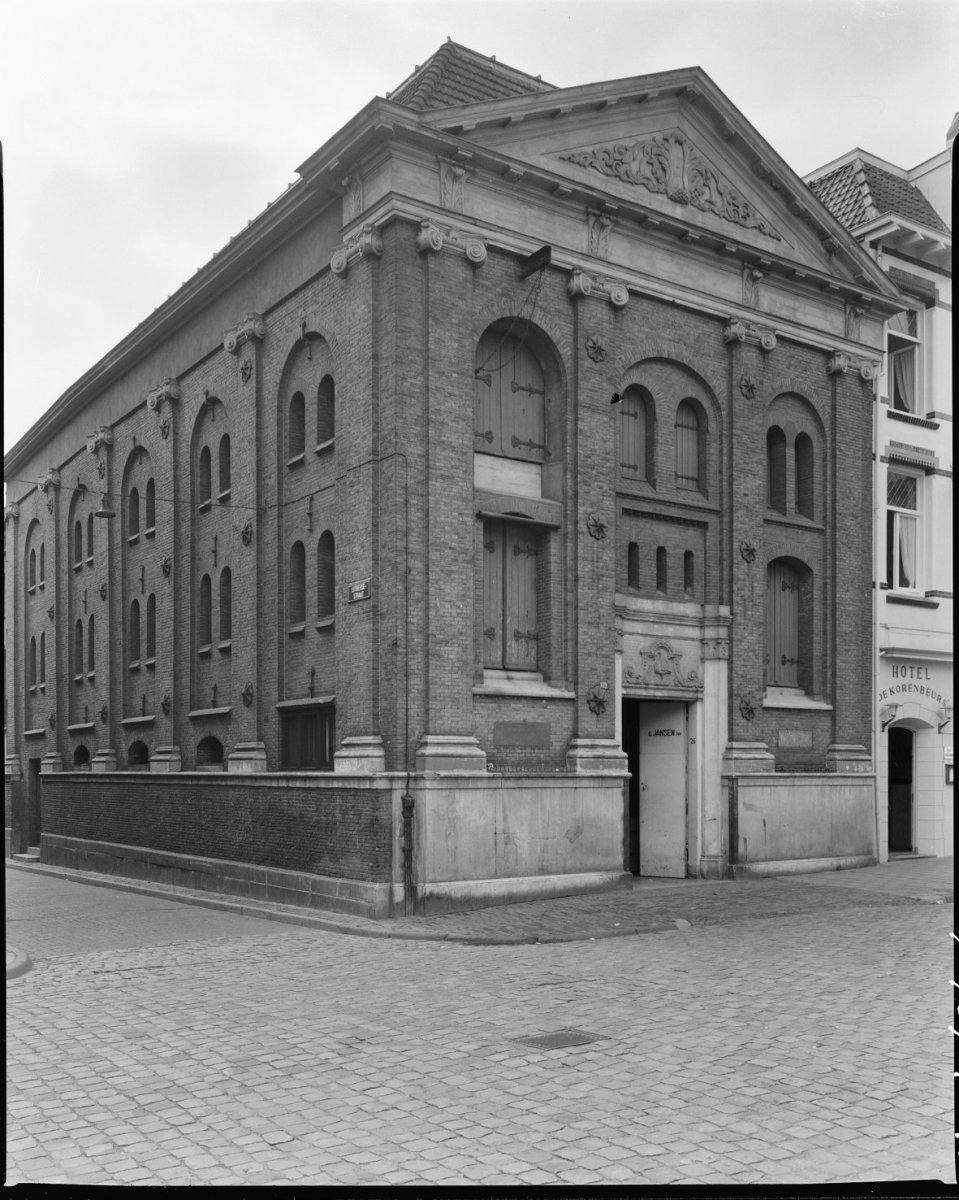
De Lutherse Kerk in 1961
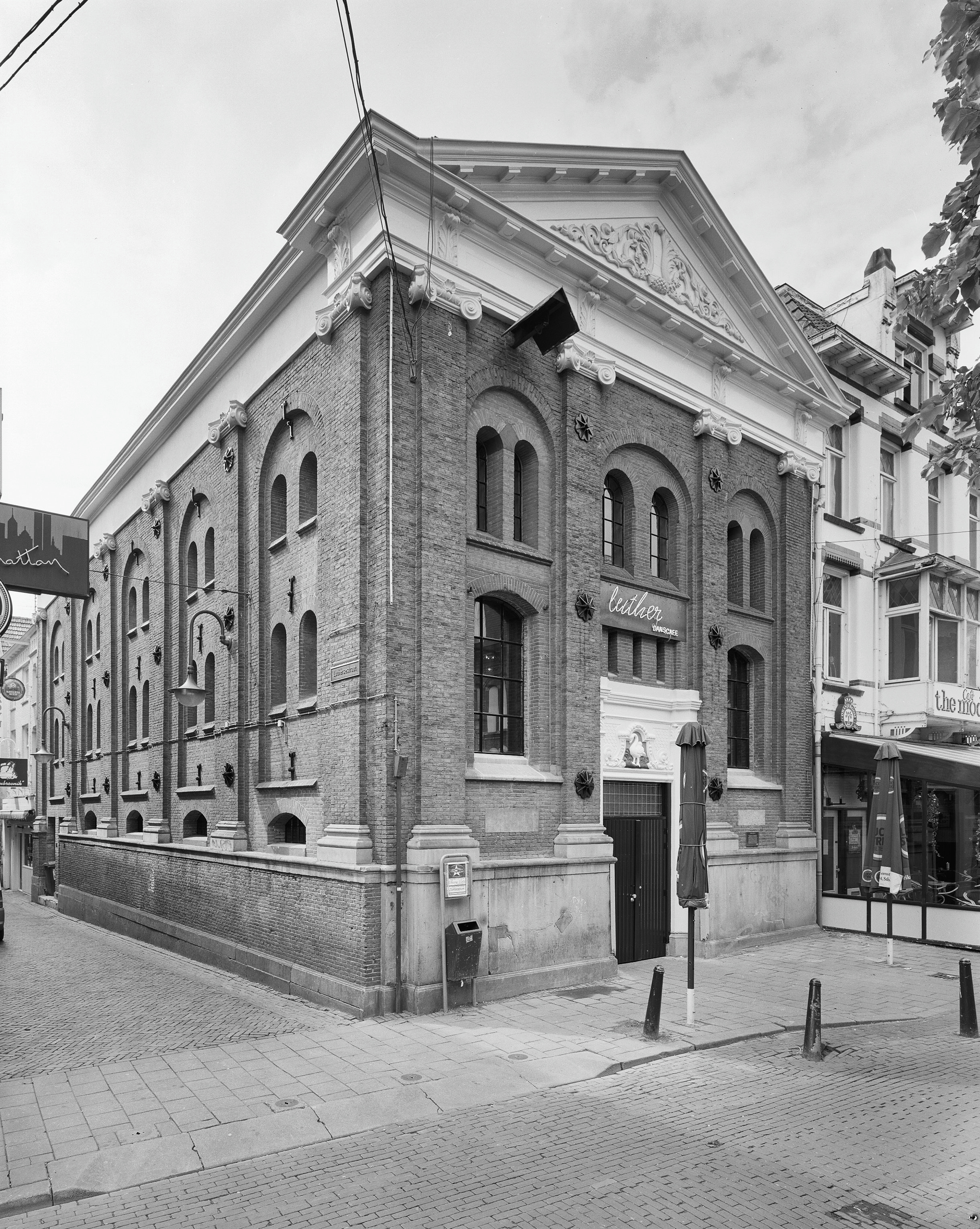
In 1999
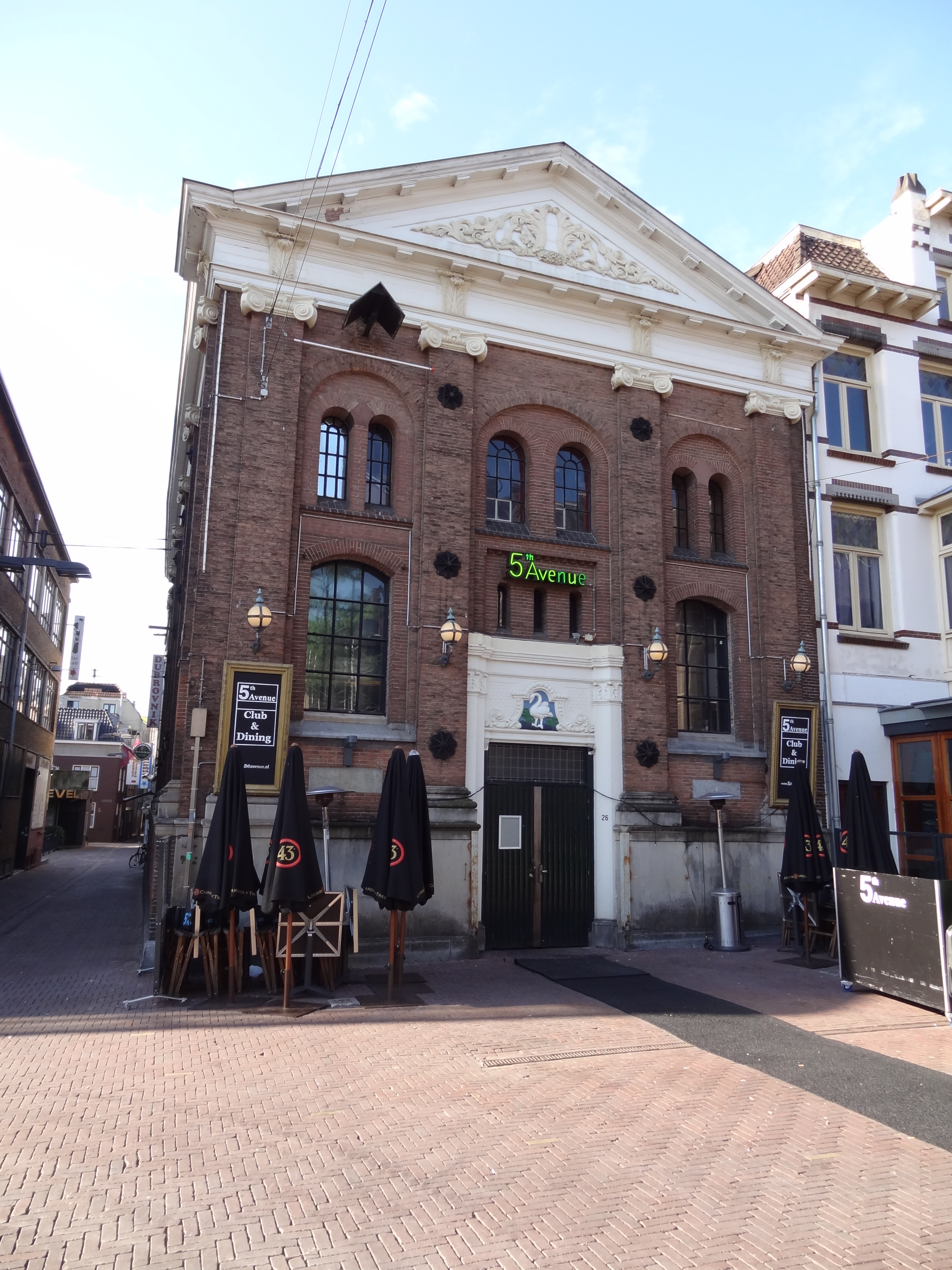
In 2013
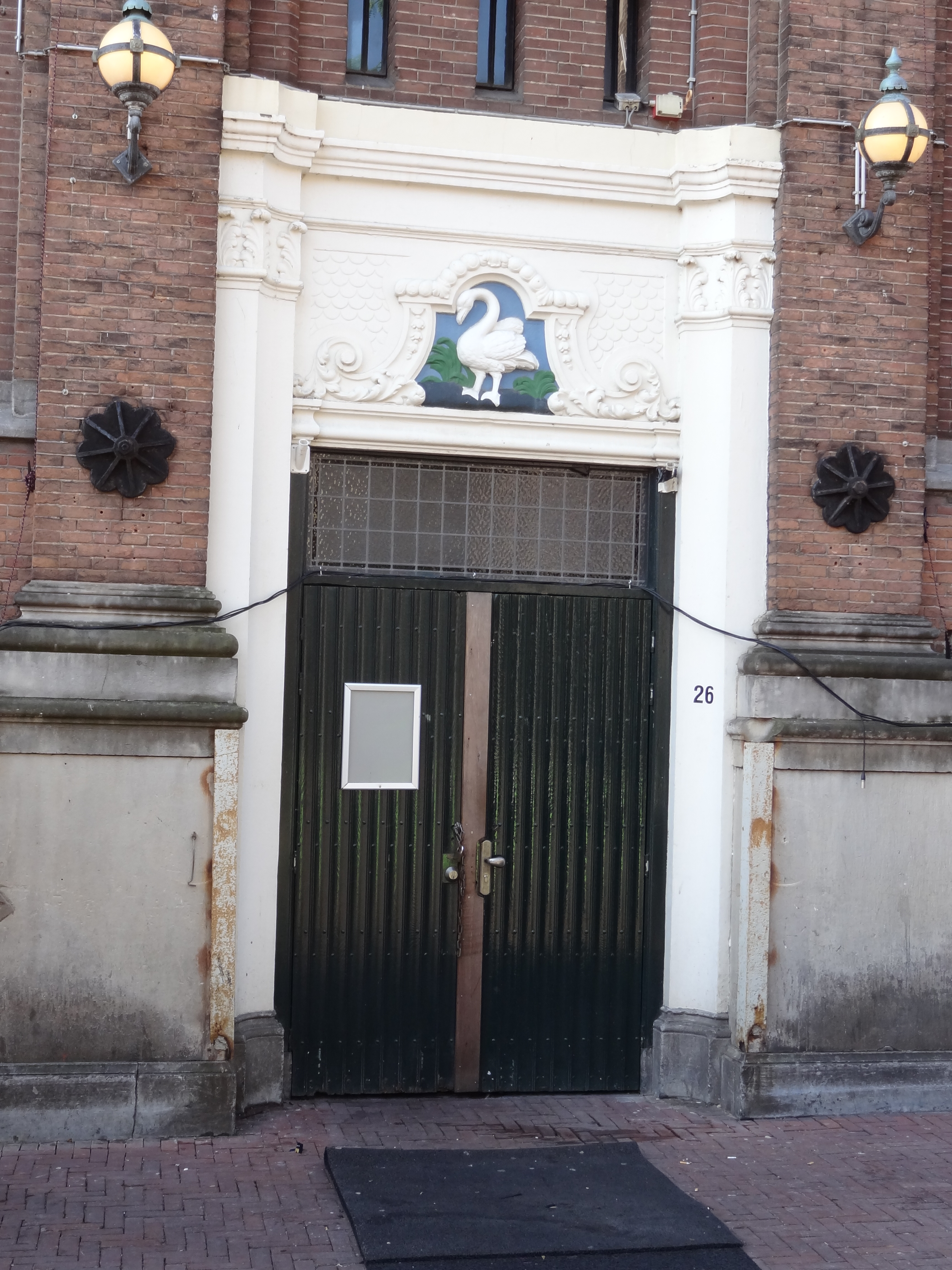
De ingang met daarboven de zwaan